# Стенбок, Магдалена
Магдалена Стенбок (швед. Magdalena Stenbock, полное имя Magdalena Eriksdotter Stenbock; 1649—1727) — шведский политик и владелица светского салона, графиня.
В сообщениях иностранных послов она представлена как политически активная фигура, действовавшая Габсбургов против Франции в 1690-х годах. Считалось, что она оказывает большое влияние на политику через своего мужа и его службу.

## Биография
Родилась 14 октября 1649 года в семье графа Эрика Стенбока, потомка Катарины Стенбок, и его жены Катарины фон Шверин (Catharina von Schwerin); была сестрой придворной дамы Хедвиг Стенбок.

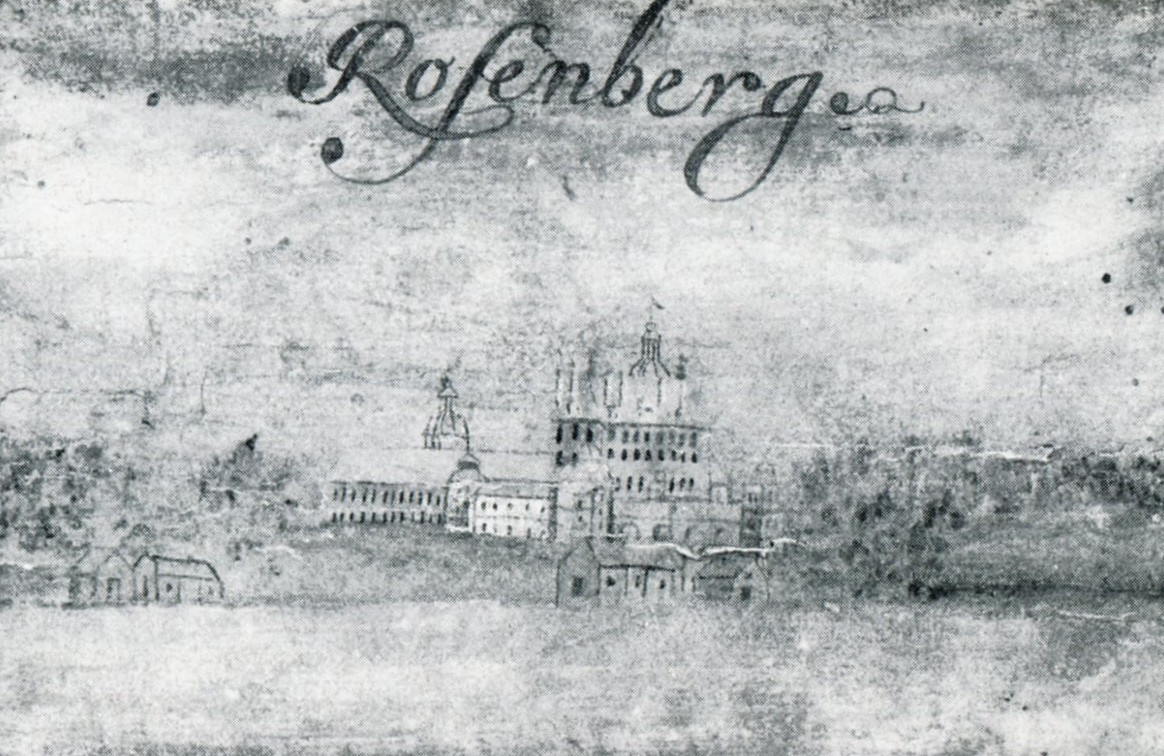
Розербергский дворец, 1689 год

17 декабря 1667 года в Стокгольме вышла замуж за члена риксрода графа Бенгта Оксеншерну, который был назначен президентом Национального совета (Канцелярии) в 1680 году. Магдалена владела салоном в семейной городской резиденции Hessensteinska palatset для иностранных послов в Стокгольме, ставшим центром политических контактов. Ее дом также служил общим местом встречи иностранных дипломатов. Также важные государственные и иностранные персоны посещали Розербергский дворец, являвшийся собственностью Бенгта Оксеншерна.
Магдалена Стенбок и Бенгт Оксеншерна играли важную роль в качестве «политической пары» в 1680—1690 годах, они часто упоминались в дипломатических отчетах и рассматривались как важный политический дуэт государства, аналогично супругам Карлу Пиперу и Кристине Пипер в следующем десятилетии, а также как Маргарета Джилленстиерна и Арвид Горн в 1720—1730 годах.
Магдалена поддержала карьеру своего зятя Магнуса Стенбока: в 1693 году она по его просьбе ходатайствовала перед Кларой фон Платен, чтобы Магнус получил пост в Ганновере (позднее он был назначен главой шведского посольства в Вене).
Оставшись вдовой в 1702 году, сохранила пенсию покойного супруга благодаря Карлу Пиперу. Её дочь Ева Оксеншерна была замужем за двоюродным братом матери — Магнусом Стенбоком.
Интересно, что после пожара в королевском дворце Три короны королевская семья некоторое время жила в доме Магдалены.
Умерла 24 января 1727 года. Была похоронена в Уппсале в Кафедральном соборе.